# Fäbodtjärnen (Svärdsjö socken, Dalarna)
Fäbodtjärnen är en sjö i Falu kommun i Dalarna och ingår i Gavleåns huvudavrinningsområde.